# フリードリヒ3世 (ブランデンブルク＝アンスバッハ辺境伯)
フリードリヒ3世・フォン・ブランデンブルク＝アンスバッハ（Friedrich III. von Brandenburg-Ansbach、1616年5月1日 - 1634年9月6日）は、フランケン地方アンスバッハ侯領の辺境伯。ブランデンブルク＝アンスバッハ辺境伯ヨアヒム・エルンストとその妻ゾフィー・ツー・ゾルムス＝ラウバッハの長男。アルブレヒトの兄。
1625年に亡くなった父の跡を継ぎブランデンブルク＝アンスバッハ辺境伯に就任した時、彼はまだ成人前であった。このため、最初は母が後見と統治の実務を行っていた。1634年に成人したものの、同年にスウェーデン軍に参軍したネルトリンゲンの戦いで戦死した。彼は結婚しておらず、後継者もなかったため、遺領は弟のアルブレヒトが継承した。